# Bolboschoenus koshevnikovii
Bolboschoenus koshevnikovii là một loài thực vật có hoa trong họ Cói. Loài này được (Litv.) A.E. Kozhevn. mô tả khoa học đầu tiên năm 1988.